# Понедельник, Андрей Валерьевич
Андре́й Вале́рьевич Понеде́льник (укр. Андрій Валерійович Понєдєльнік; род. 28 февраля 1997, Камень-Каширский, Волынская область) — украинский футболист, правый защитник ковалёвского «Колоса».

## Клубная карьера
Воспитанник «Случ» и «BRW-VIK». На протяжении 2013—2015 годов выступал в ДЮФЛУ за БЛИСП-КДЮСШ (Березно) и в областных соревнованиях за команды: «Случ (Березно)», «Сокол (Радивилов)» и «Буревестник (Кременец)». Играл за «Кременец-Академия» в чемпионате Украины среди студентов.
С 2016 года выступал за футбольный клуб «Нива (Тернополь)». Дебютировал за «Ниву» на профессиональном уровне 9 июля 2017 в матче кубка Украины против харьковского «Металлиста», в том же матче отличился дебютным голом.
В ноябре по общему согласию сторон контракт с 20-летним Андреем был расторгнут (в его активе за тернопольскую команду 57 сыгранных матчей из них 17 на профессиональном уровне, 23 матча в чемпионате Украины среди любителей и 17 — в чемпионате области). Весной 2018 года выступал в команде «Кристалл» (Чортков), которая участвовала в любительском чемпионате Украины (11 матчей).
В июле 2018 подписал контракт с черновицким футбольным клубом «Буковина». Дебютировал за «Буковину» 18 июля в матче кубка Украины против «Калуша», в том же матче на 20-минуте отличился и дебютным голом. С декабря 2019 по обоюдному согласию сторон прекратил сотрудничество с черновицкой командой, за это время в составе «буковинцев» во всех турнирах он провел 44 официальных матча и отличился 2 забитыми голами.
С нового года стал игроком футбольного клуба «Калуш», а в августе того же года подписал контракт с перволиговым клубом: «Полесье (Житомир)». Дебютировал за «Полесье» в матче 1/64 Кубка Украины 28 августа 2020, матч закончился со счетом 0:1 в пользу «житомирян». Дебютный матч в Первой лиге сыграл 12 сентября против клуба «Верес», а первый свой гол в новой команде футболист забил 26 сентября в матче 4 тура первой лиги против команды из Ивано-Франковска «Прикарпатье», сравняв счет на 52 минуте. матча.
В июле 2021 года подписал контракт с клубом «Горняк-Спорт», за который дебютировал 24 июля того же года в матче 1 тура Первой лиги Украины против «Краматорска», а дебютным голом отличился в матче 2 тура против бывшей команды «Полесье». Дебютный матч в кубке Украины в составе ФК «Горняк Спорт» провел 18 августа против клуба «Перемога», в том же матче отличился голом, который оказался победным.

## Карьера в сборной
В середине апреля 2019 вместе со своими партнерами по команде Марком Медведевым и Эдуардом Матвеенко получил вызов в национальную студенческую сборную Украины, за которую дебютировал 15-го числа того же месяца в товарищеском матче. Этим поединком подопечные Анатолия Бузника начали подготовку к летней Всемирной Универсиаде в Неаполе.
В конце мая снова был вызван в ряды студенческой сборной на участие в международном товарищеском турнире: Кубок «Карпатское пространство», который выиграла именно украинская сборная, а Андрей отличился забитым голом в матче против сборной Молдовы.
5 июля того же года дебютировал на XXX всемирной летней Универсиаде в матче против сборной Италии, а по итогам турнира студенческая сборная Украины под руководством Анатолия Ивановича заняла 6 место из 12 участников. Андрей в Италии выходил на поле во всех возможных матчах, однако отличиться забитыми голами не удалось.

## Достижения
«Кривбасс»
- Бронзовый призёр чемпионата Украины: 2023/24